# Clubiona ikedai
Clubiona ikedai là một loài nhện trong họ Clubionidae.
Loài này thuộc chi Clubiona. Clubiona ikedai được Hirotsugu Ono miêu tả năm 1992.